# تیم ملی فوتبال زیر ۲۳ سال ترکمنستان
تیم ملی فوتبال زیر ۲۳ سال ترکمنستان (به انگلیسی: Turkmenistan national under-23 football team) تیم فوتبال جوانان کشور ترکمنستان است و زیر نظر فدراسیون فوتبال ترکمنستان فعالیت می‌کند. این تیم نمایندهٔ ترکمنستان در بازی‌های المپیک و بازی‌های آسیایی است.